# Romeo Ottaviani
Romeo Ottaviani, detto er Tinèa (Roma, 1877 – Roma, 4 aprile 1910), è stato un famoso bullo romano, noto come er più de Trastevere.
Di alta statura, noto per la forza e il coraggio, er Tinèa esercitò un indiscusso predominio sugli altri bulli romani, nel periodo a cavallo tra la fine dell'Ottocento e gli inizi del Novecento.

## Biografia

Piazza San Silvestro nel 1898, sulla sinistra l'ingresso dell'Ufficio postale

Ottaviani nacque a Roma, nel rione di Borgo, nel 1877, figlio di Nicola, un vetturino originario di Tolentino (MC) e dell'abruzzese Adele, crebbe ed abitò fino alla morte a Trastevere, presso piazza de' Renzi.
Fattorino presso gli uffici postali di piazza di San Silvestro e di viale di Trastevere, lavorava anche come buttafuori in vari locali della città, ove la sua presenza era richiesta per sedare le frequenti risse di un pubblico turbolento. Acquisì prestigio nell'ambiente bullesco di fine secolo per aver difeso, nel 1898, una prostituta dalle percosse del suo protettore. Costui, in via Frattina, stava picchiando a sangue una malcapitata. Romeo, avvicinatosi, gli intimò di fermarsi e, all'arrogante minaccia del ruffiano di prenderlo a coltellate, forte della sua prestanza fisica lo atterrò a schiaffoni. L'uomo era un criminale chiamato er Malandrinone. 
L'impresa fece sensazione ed accreditò Romeo come legittimo capo dei bulli di Roma. In tale veste esercitò una certa azione di composizione tra le questioni dei gruppi bulleschi dei diversi rioni: monticiani, trasteverini, borghigiani, regolanti, etc., e di difensore degli inermi dalle violenze della criminalità comune. Azione che sembra sia stata apprezzata e riconosciuta anche dalle autorità ufficiali della pubblica sicurezza dell'epoca e, in particolare, dal delegato di Trastevere Francesco Ripandelli.
Assalito alle spalle e ferito al collo con un trincetto da un certo Bastiano Picchione er Sartoretto in un sabato pomeriggio del 2 aprile 1910, mentre in compagnia della moglie Assunta e del figlio camminava per la trasteverina via del Moro, fu trasportato in gravi condizioni all'Ospedale della Consolazione, per morirvi la mattina del lunedì successivo, a trentatré anni.
Anche i due fratelli del Tinea morirono di morte violenta: il primo, Giuseppe detto Peppe, nel 1900, due anni dopo l'episodio di via Frattina, accoltellato da alcuni sfruttatori che, recatisi nella casa di famiglia in piazza de Renzi, volevano vendicarsi di Romeo; il secondo, Alessandro detto er Pazzaja, accoltellato da una donna, nel corso di una lite, il 16 aprile 1918 in piazza del Catalone.

## Influenza culturale
Rimane nell'uso di qualche vecchio romano l'espressione «Ma chi sei er Tinèa?» intesa in senso ironico, per burlarsi di atteggiamenti prepotenti e spavaldi.

Un duello nel film Er più - Storia d'amore e di coltello

Er Tinèa è nominato nel romanzo ''Una vita violenta'' di Pier Paolo Pasolini (cap. 3: «Aòh, a Tomà», fece il Zuccabbo, «lo senti? Semo peggio der Tinèa, semo»).
Gastone Monaldi portò la sua storia sulle scene con Er più de Trestevere. Una commedia musicale dal titolo er Tinèa l'ultimo dei bulli di Claudio D'Amico, fu rappresentata al teatro "La Cometa" di Roma il 7 e 8 giugno 2006, con musiche e canzoni inedite di Renato Di Benedetto.
Il film di Sergio Corbucci del 1971 con Adriano Celentano nel ruolo del protagonista, Er più - Storia d'amore e di coltello, è ispirata alla figura del bullo Ottaviani.
Er Tinèa è citato dal gruppo hip hop romano Colle der Fomento nel brano "Nulla Virtus".